# Cuna

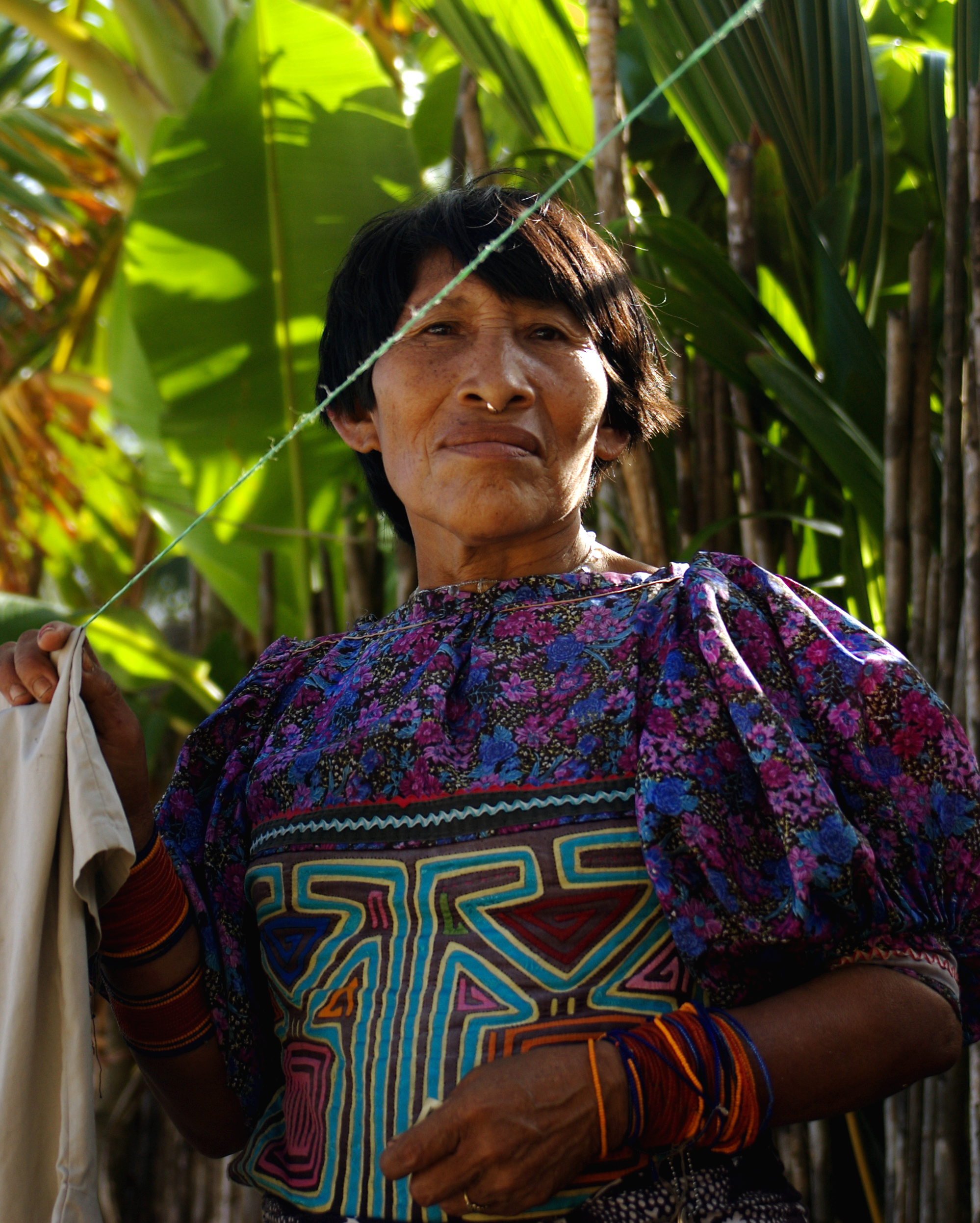
Una donna Cuna a fianco di uno stendipanni indossa una mola. Kuna Yala, Panama.

La bandiera del Kuna Yala, adottata nel 1925

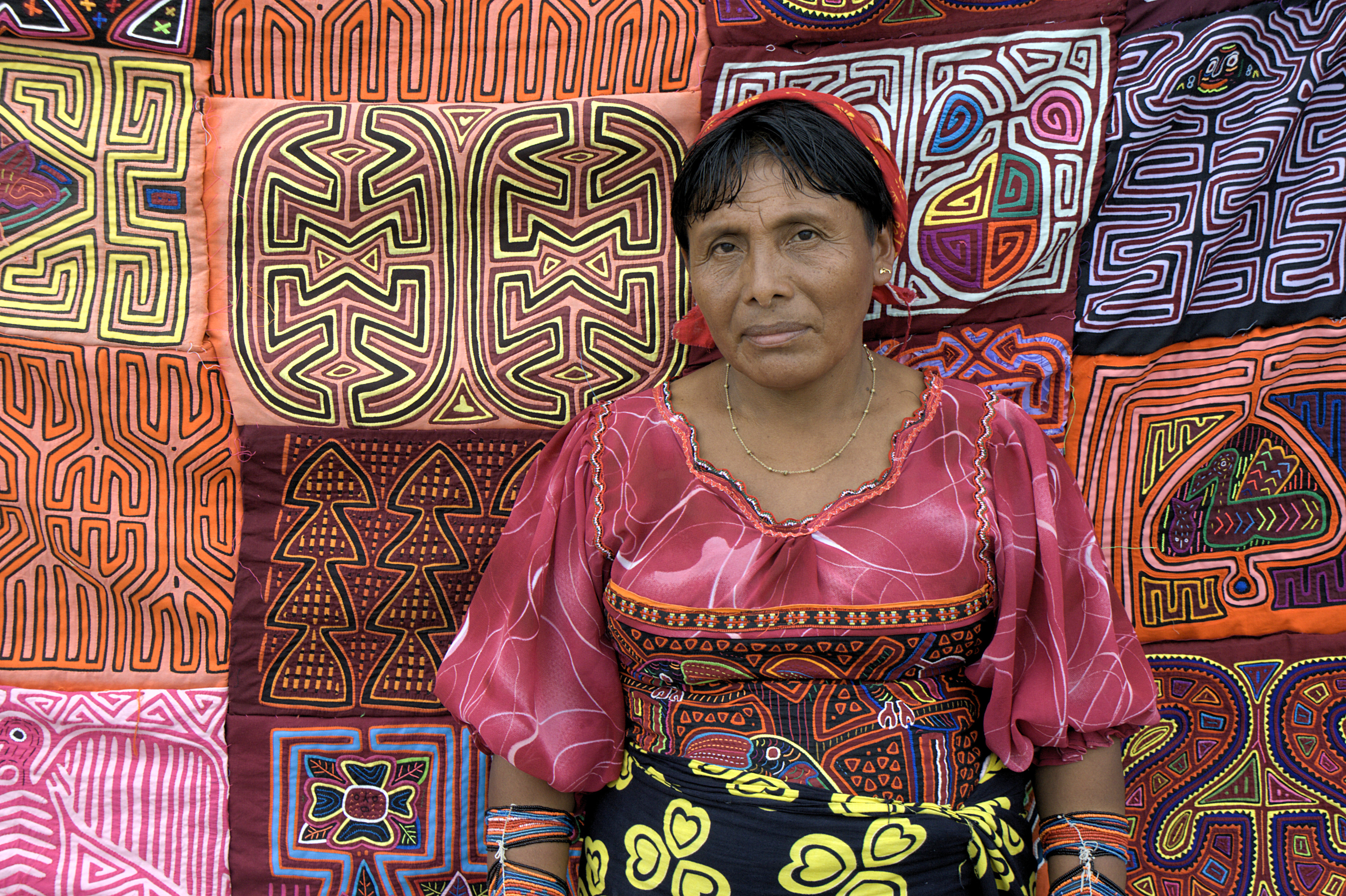
Una donna di etnia Cuna, venditrice di molas nella città di Panama

I Cuna (noti anche come Kuna, Guna, Tule, Cuna-Cuna o Indiani di San Blas) sono un popolo di lingua chibcha di circa 40 000 unità. La maggior parte (più di 30 000 persone) abitano le Isole San Blas, a Panama. Esistono altre comunità nel Darién (Paya, Pucuro, Arquia-Makilakuntiwala) e a Caiman Nuevo, sul golfo di Uraba, in Colombia.

## Caratteristiche
L'economia dei Cuna si fonda sulla pesca, integrata dall'agricoltura (mais, patate dolci, canna da zucchero, tabacco e frutti tropicali), allevamento e caccia. Diverse famiglie estese, composte cioè da molte generazioni, vivono nella stessa casa, in villaggi o in vere e proprie città.
Nelle comunità del continente il modello tradizionale di insediamento è lungo i fiumi. Le abitazioni non sono raggruppate, ma separate. Generalmente c'è un breve sentiero tra la casa e la riva. Gli insediamenti sono circondati dalla giungla recisa in modo netto; i campi per l'agricoltura sono distanti dalle case. Nelle Isole San Blas, le comunità sono fisicamente organizzate come città, attraversate da strade, e le abitazioni sono adiacenti. Le città delle Isole di San Blas hanno scuole, negozi, ambulatori e una o più case del congresso, dove si continuano a svolgere gli incontri politici e cerimoniali dei Cuna. Queste case del congresso esistono anche nelle comunità del continente. La differenza nei modelli di stanziamento corrisponde alle diverse tendenze di intensità nel processo di modernizzazione. Le località del continente non sono situate vicino alle grandi strade come nelle isole e sono lontane dalle grandi città.
Le case sono grandi abitazioni matrilocali dove risiedono le coppie più anziane, le loro figlie sposate, i nipoti, i pronipoti e i relativi generi. Le case generalmente tengono insieme tre o quattro generazioni. Il complesso abitativo di solito include una cucina e una o più case-dormitorio. La maggior parte dei Cuna dorme sulle amache, che sono legate alle travi di supporto della casa. I vestiti vengono appesi a canne di bambù sospese tra i travicelli o sono riposti in scatole di legno o di cartone. La maggior parte delle case hanno muri di bambù e tetti fatti di paglia, ma alcuni Cuna hanno costruito case di cemento con tetti di lamiera ondulata.
Le donne Cuna indossano gonne lunghe fino alle caviglie e camicette dai variopinti disegni, sulle quali sono cucite le molas caratteristiche pezze formate da diversi strati ritagliati di tessuto colorato, e spesso portano un anello d'oro al setto nasale, bracciali su tutto l'avambraccio e cavigliere fino al polpaccio.
Nella società dei Cuna discendenza, eredità e successione avvengono in linea materna. Gli uomini detengono l'autorità, particolarmente nella sfera pubblica, ma sempre in virtù di uno status ottenuto per discendenza matrilineare. Il capovillaggio mantiene l'ordine e i contatti con le autorità statali.
Lo sciamano, chiamato nele, è l'intermediario tra il mondo umano e quello degli spiriti e il depositario delle tradizioni.

## Simboli
La bandiera nazionale della repubblica fu alzata pochi giorni dopo la dichiarazione dell'indipendenza (25 febbraio 1925). La repubblica ebbe termine nel 1930, ma la bandiera non sparì del tutto e restò come simbolo locale, ancor oggi in uso. Le proporzioni sono circa 5/6. I colori non hanno un significato particolare, ma trovano riscontro nei riti e nelle credenze tribali; sono gli stessi della mola, tradizionale capo d'abbigliamento femminile. La svastica (kikir), come presso altri popoli, è simbolo della forza vitale.

## Paya-Pucuro
Panama accoglie anche due villaggi, Paya e Pucuro. Si tratta di in una zona di conflitto armato, nel bel mezzo di un corridoio strategico usato da narcotrafficanti, paramilitari e gruppi guerriglieri per trasportare beni e mercanzie da un lato all'altro della frontiera che separa Colombia e Panama. Si stima che attualmente vi abitino circa un migliaio di cuna. La maggior parte degli abitanti di Paya e Pucuro è stata convertita alle religioni cristiana cattolica ed evangelica tra il 2003 ed il 2004, durante la "Guerra di religione dell'Urabà". In quegli anni, numerose squadre di missionari appartenenti a differenti religioni visitarono le comunità di Paya e Pucuro (arrivando in elicottero nel bel mezzo della selva del Darién) con l'obiettivo di eliminare gli ultimi culti animisti locali, di acculturare gli indigeni e di sviluppare progetti di sviluppo economico e comunitario in territorio cuna. L'attività dei missionari ha allontanato dalle comunità i guaritori e gli sciamani. Oggigiorno Paya e Pucuro vivono in uno stato di squilibrio comunitario, dato che le autorità tradizionali stanno emigrando verso i villaggi di San Blas e che i giovani stanno emigrando verso la città di Panama o verso le zone commerciali intorno a Colon.

## Nella cultura di massa
Le tribù dei Cuna e dei Guaymi è protagonista del cartonato (libro a colori di grandi dimensioni) di Tex Willer "Nell'inferno verde" uscito nel febbraio 2000. Pericoli mortali incombono sulla spedizione di Tex Willer nell'istmo di Panama per studiare un possibile tragitto per un futuro canale, ma indios ostili, tra cui i Guaymi e i Cuna, li ostacolano a colpi di frecce avvelenate e guerriglia nella giungla.